# Waarschuwingsinstallatie landelijke overwegen

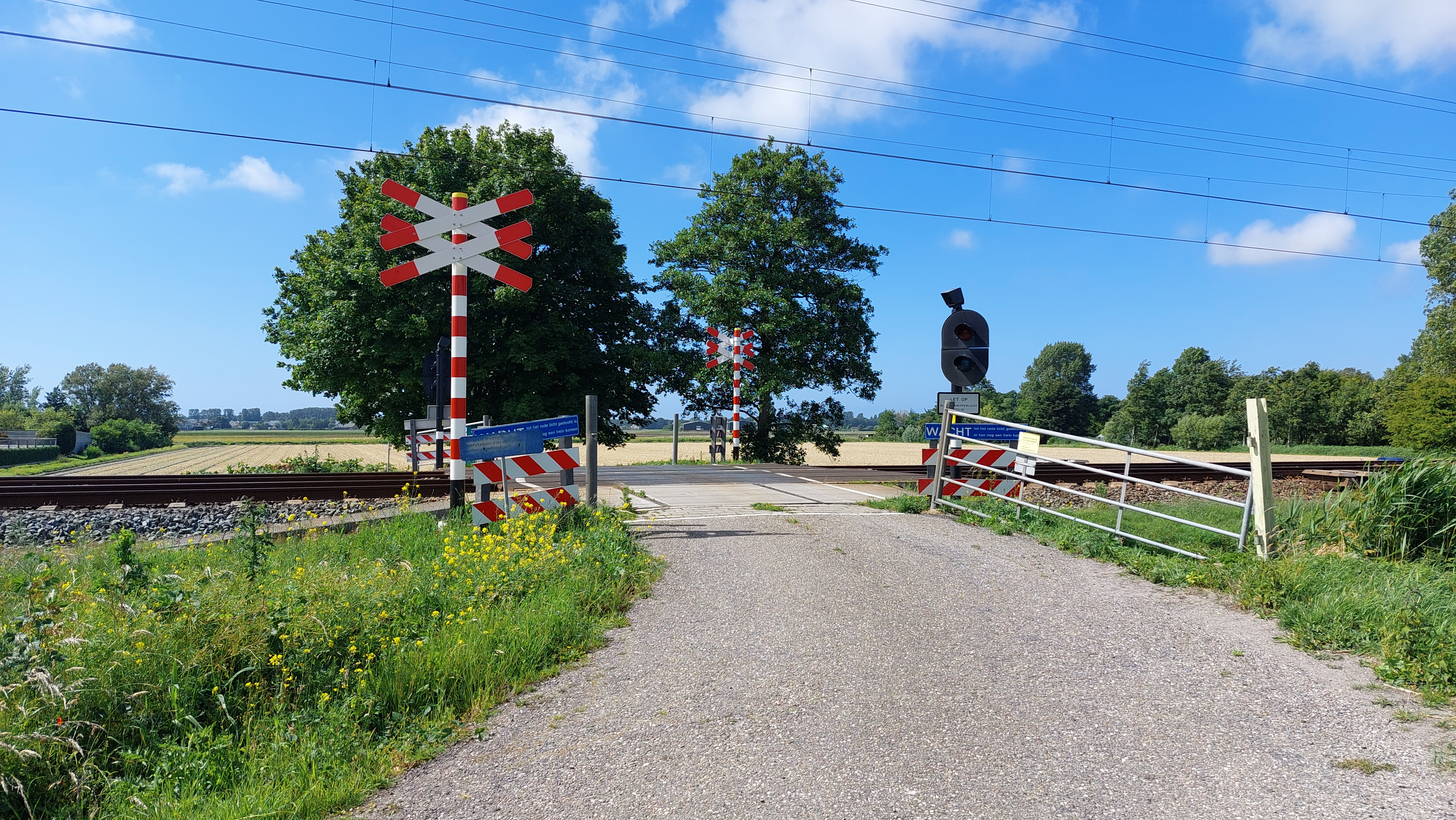
Een WILO in Lisse in 2022. Deze overweg heeft een belsignaal.

De Waarschuwingsinstallatie Landelijke Overwegen (WILO) is een eenvoudig type actief beveiligde overweg in Nederland. WILO's worden op niet-openbare overwegen toegepast, dus alleen op particuliere overwegen die leiden naar bijvoorbeeld een boerderij of een landbouwperceel.
De WILO werd rond 1980 ontwikkeld vanuit de behoefte om een betere beveiliging toe te passen op niet-openbare overwegen, waarvan er destijds nog ongeveer 1500 waren. Deze overwegen worden maar beperkt gebruikt. 
Een WILO heeft geen spoorbomen en is beveiligd met een knipperend licht. In de eerste variant ("type A") was dat een paal met daarop een wit knipperend licht. Als het licht uit was kwam er een trein aan. In de tweede variant ("type B") is het een paal met een wit en rood knipperlicht voor een zwart achtergrondscherm. Bij wit knipperend licht kan de overweg veilig worden overgestoken. Bij rood knipperend licht nadert een trein. Bij beide types werd een onderbord geplaatst met de tekst "LET OP - Alleen bij knipperend wit licht veilig". De twee varianten werden vanaf 1981 geplaatst. In 1994 werd besloten dat type A te onduidelijk was en sindsdien werd alleen type B nog geplaatst. Bij een WILO zijn altijd twee hekken aanwezig, waarmee de overweg aan beide zijden moet worden afgesloten door de gebruiker. In de praktijk gebeurt dit echter niet altijd. 
De WILO is een vereenvoudigde variant van de AKI, die voor dit soort overwegen te duur werd bevonden. Het oorspronkelijke verschil met een AKI was dat de laatste voorzien was van bellen, andreaskruizen, een noodvoeding en een automatische storingsmelder. Een AKI werd als gewone overweg met borden aangekondigd bij de machinist, bij een WILO is dat niet het geval. 
In de loop der jaren is de WILO meer op een AKI gaan lijken. Om de veiligheid te vergroten zijn er alsnog andreaskruizen bij geplaatst en in sommige gevallen is de lichtpaal uitgerust met een speaker voor een belsignaal.
Tussen 2018 en 2023 voert ProRail het programma "Niet Actief Beveiligde Overweg (NABO)" uit. Dit programma heeft als doel om de spoorveiligheid te vergroten door alle onbewaakte overwegen op te heffen, of actief te beveiligen. In het kader van dit programma worden ook de beperkt beveiligde WILO-overwegen aangepast. 